# 푸드 트럭 레이스
《푸드 트럭 레이스》는 2010년부터 2017년까지 미국에서 방송된 푸드 트럭 서바이벌 프로그램이다.